# Anatolij Michajlov
Anatolij Michajlov (14. září 1936 Petrohrad – 15. června 2022 Petrohrad) byl sovětský atlet, překážkář, mistr Evropy v běhu na 110 metrů překážek z roku 1962.

## Sportovní kariéra
V běhu na 110 metrů překážek na olympiádě v Tokiu v roce 1964 skončil třetí. Startoval celkem třikrát v této disciplíně na evropském šampionátu. V roce 1958 skončil třetí, v roce 1962 zvítězil a v roce 1966 doběhl čtvrtý. Jeho osobní rekord na 110 metrů překážek 13,78 pochází z roku 1964.